# Њу Медоус (Ајдахо)
Њу Медоус (енгл. New Meadows) град је у америчкој савезној држави Ајдахо.

## Демографија
По попису из 2010. године број становника је 496, што је 37 (-6,9%) становника мање него 2000. године.
| Група             | 2000.       | 2010.       |
| Белци             | 516 (96,8%) | 466 (94,0%) |
| Афроамериканци    | 1 (0,2%)    | 0 (0,0%)    |
| Азијати           | 0 (0,0%)    | 0 (0,0%)    |
| Хиспаноамериканци | 4 (0,8%)    | 24 (4,8%)   |
| Укупно            | 533         | 496         |